# ساندرا پیسانی
ساندرا پیسانی (انگلیسی: Sandra Pisani؛ زادهٔ ۲۳ ژانویه ۱۹۵۹ – ۱۹ آوریل ۲۰۲۲) بازیکن هاکی روی چمن اهل استرالیا بود.
وی در مسابقات کشوری و بین‌المللی در مجموع برندهٔ ۱ مدال طلا، ۱ مدال نقره، ۱ مدال برنز شده بود.